# Willa Caro
Willa Caro − zabytkowa rezydencja mieszkalna przemysłowca Oscara Caro mieszcząca się w Gliwicach.

## Informacje ogólne
Rezydencja znajduje się w centrum Gliwic przy ulicy Dolnych Wałów. Willa posiada niemal całkowicie zachowany wystrój wnętrz i jest przykładem nielicznie już zachowanych miejskich rezydencji mieszkalnych bogatych górnośląskich przemysłowców. Oprócz stałej wystawy muzealnej, obrazującej dziewiętnastowieczne wnętrza mieszkalne miejskich siedzib przemysłowców, w budynku znajduje się ekspozycja etnograficzna prezentująca kulturę ludową regionu gliwickiego. Ekspozycja ta stanowi uzupełnienie szlaku architektury drewnianej województwa śląskiego. Organizowane są tu również liczne wystawy czasowe.
Przed budynkiem znajduje się na cokole rzeźba lwa czuwającego.

## Historia
Willa została zbudowana na zamówienie śląskiego przemysłowca Oscara Caro w latach 1882–1885. Oscar Caro, wnuk pochodzącego z Wrocławia handlarza materiałami żelaznymi, Moritza Isaaca Caro, osiedlił się w Gliwicach ok. 1882 r. Poślubił Florę, córkę miejscowego mistrza budowlanego Salomona Lubowskiego. Działkę, na której stanęła willa, nabył od swego szwagra i wspólnika w interesach, Heinricha Kerna, w 1882 roku. Pierwotnie parcela była znacznie większa, zajmowała cały pas między dzisiejszymi ulicami Dolnych Wałów i Wyszyńskiego. Pierwszy projekt rezydencji powstał prawdopodobnie w berlińskiej firmie architektonicznej Ihne & Stegmüller. W wyniku jego modyfikacji powstał jednopiętrowy budynek o formie bliskiej dziewiętnastowiecznej wizji włoskiej renesansowej architektury willowej, o harmonijnej i generalnie zrównoważonej sylwecie, jednak autor ostatecznej wersji obiektu nie jest znany. Zapewne był nim gliwicki mistrz budowlany Salomon Lubowski, od ok. 1882 r. teść Oscara. Budynek ukończono w 1885 r., o czym może świadczyć odkryty w głównej klatce wejściowej nad portalem wewnętrznym, przygotowany do wykonania w stiuku rysunek daty 1885. Willę otaczał rozległy, eklektyczny ogród z nieregularnymi alejkami i stawem. Na jego obrzeżach znajdowały się także budynki gospodarcze, stajnia i powozownia.
Oscar Caro pozostał bezpośrednim użytkownikiem willi do roku 1909, kiedy to ostatecznie przeniósł się do pałacu Paulinum w Jeleniej Górze. Właścicielem gliwickiej willi pozostał jednak do 1916 r. W następnych latach obiekt zmieniał właścicieli. Od 1924 r. mieściła się w nim siedziba spółki przemysłowo-budowlanej. Dokonano wówczas gruntownej przebudowy budynku: dobudowano drugie piętro, pokryto budynek nowym dachem, przebudowano częściowo wnętrza. W 1929 r. właścicielem willi był hrabia Nicolaus von Ballestrem z Pławniowic. W 1934 r. obiekt został przekazany miastu na nową siedzibę Oberschlesische Museum. W 1945 r. został przejęty przez Muzeum w Gliwicach.
W latach 1991–2000 wykonano kapitalny remont budynku.  Wnętrza zachowały w większości pierwotny wystrój: bogato zdobione stropy, boazerie, parkiety, stolarkę drzwiową i okienną. Ogród otacza obecnie wiernie zrekonstruowane kamienno-metalowe ogrodzenie.  Aktualnie willa jest główną siedzibą Muzeum w Gliwicach.

## Galeria
Willa Caro w Gliwicach

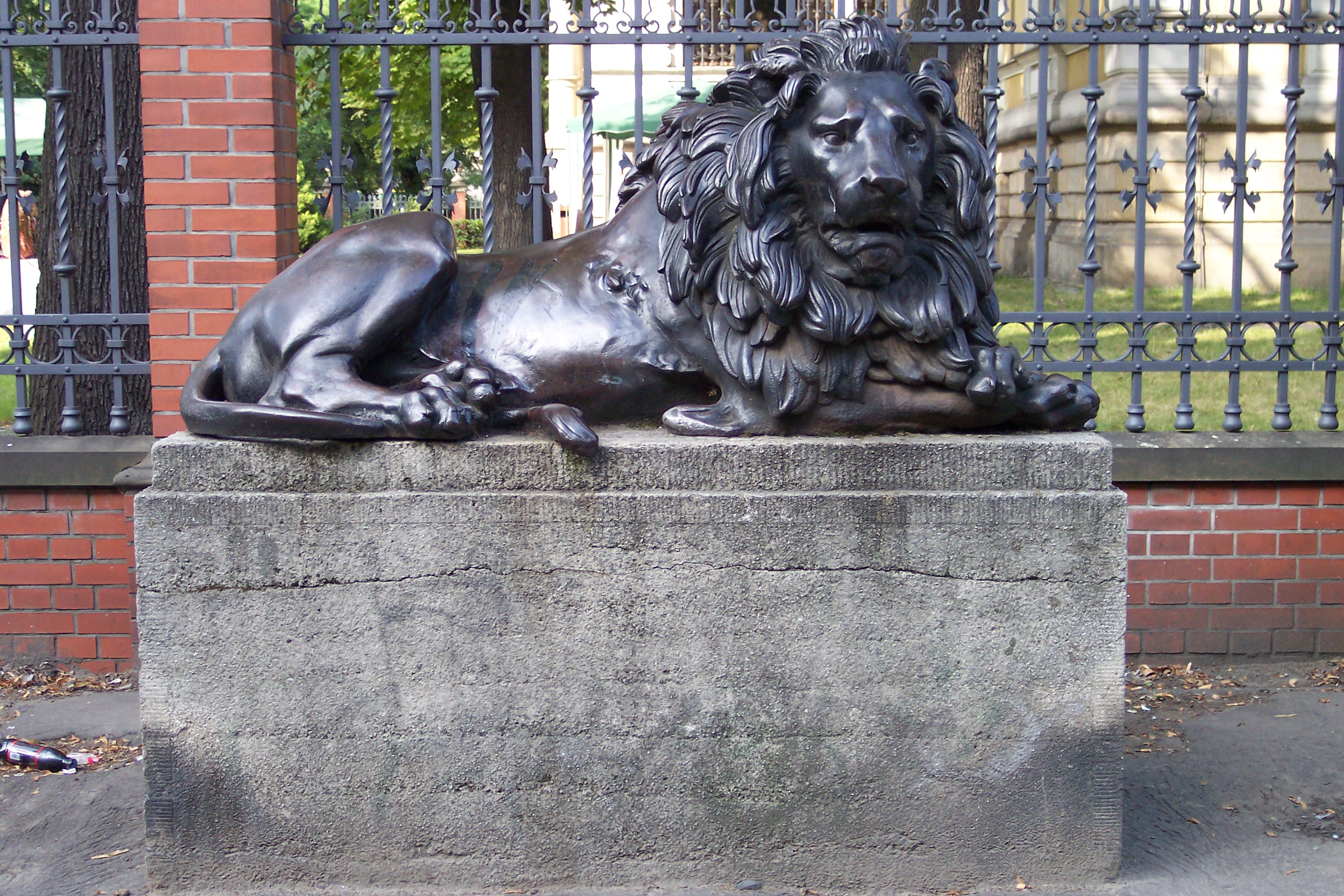
Rzeźba lwa czuwającego
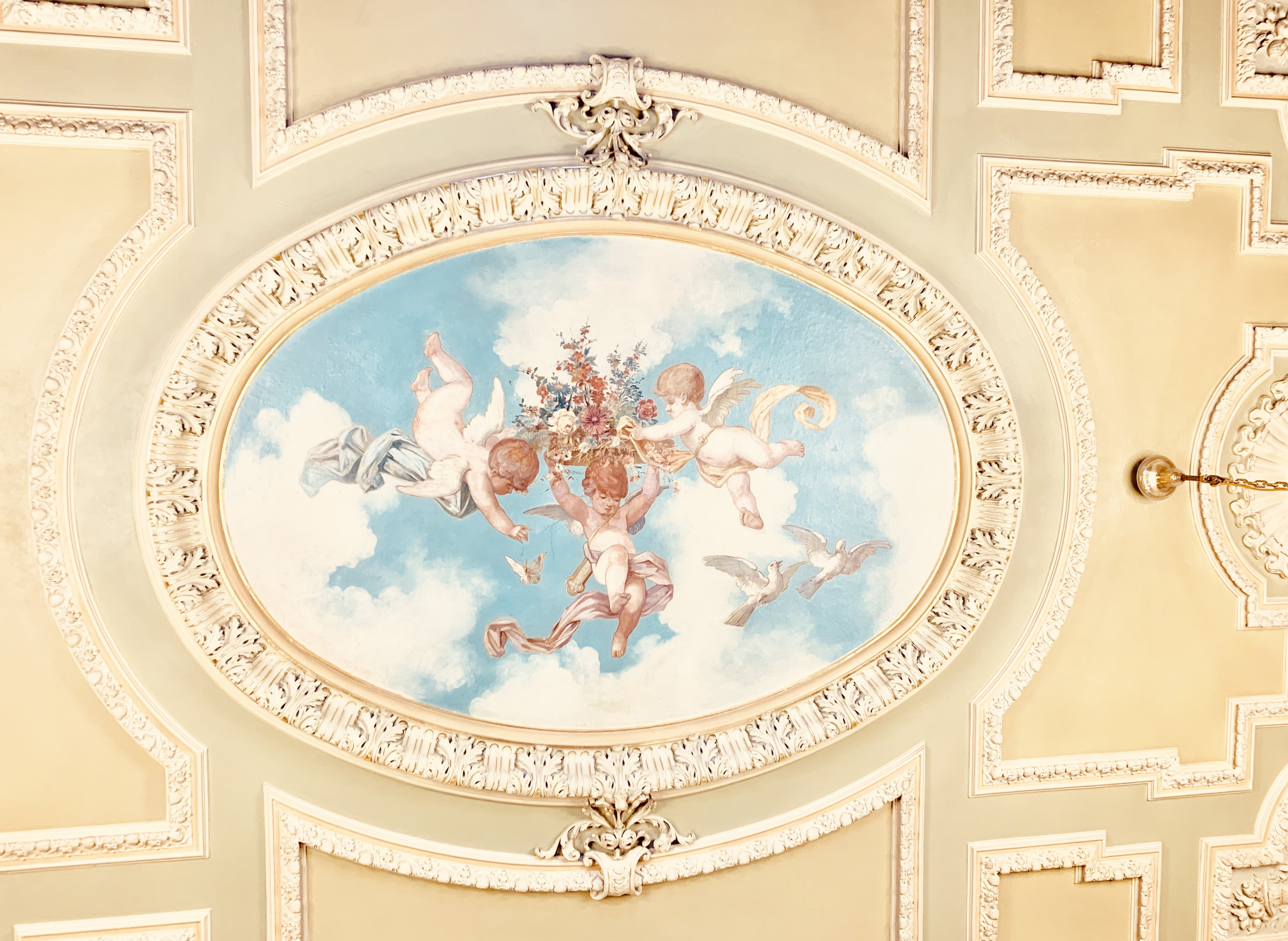
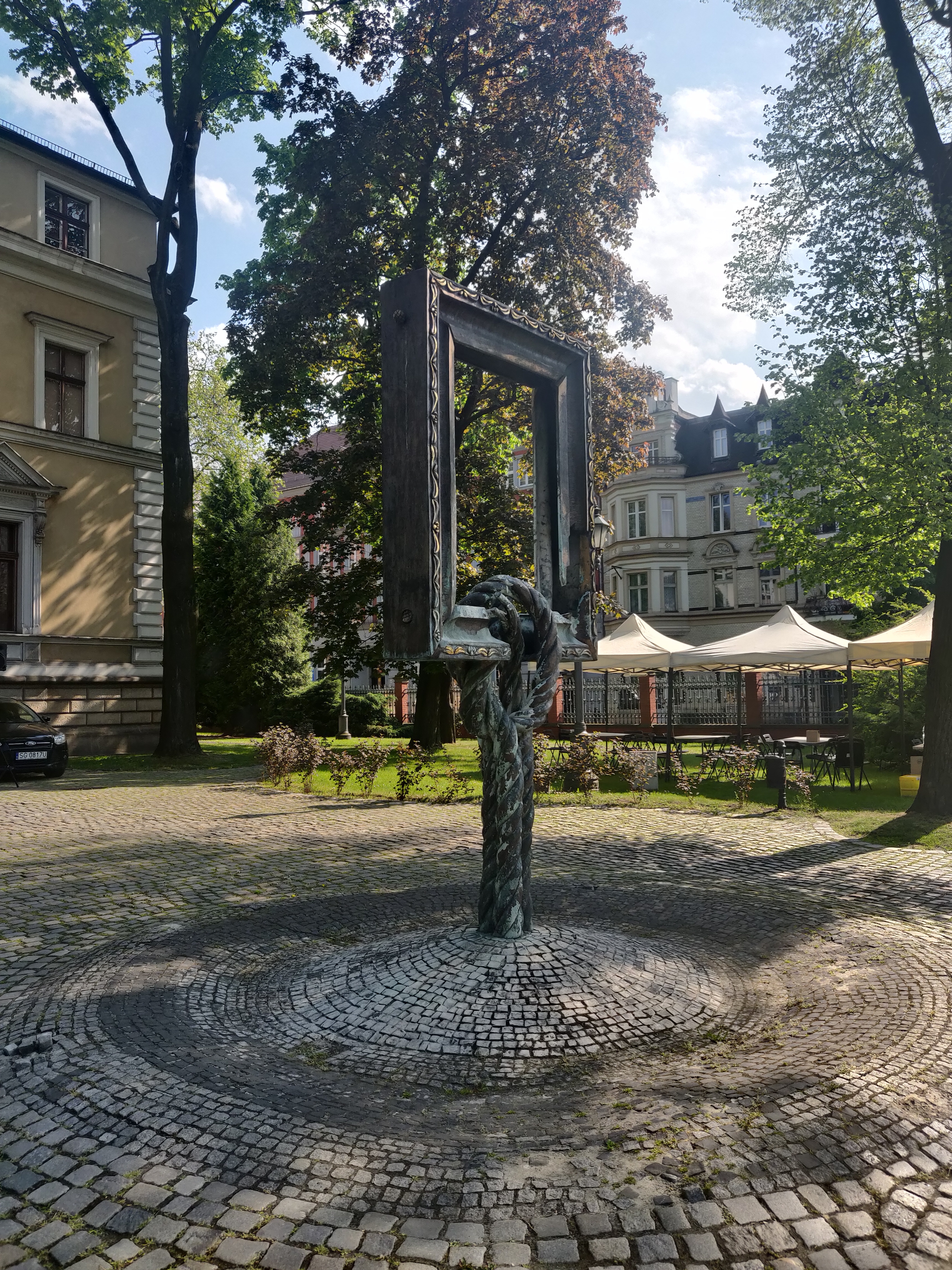
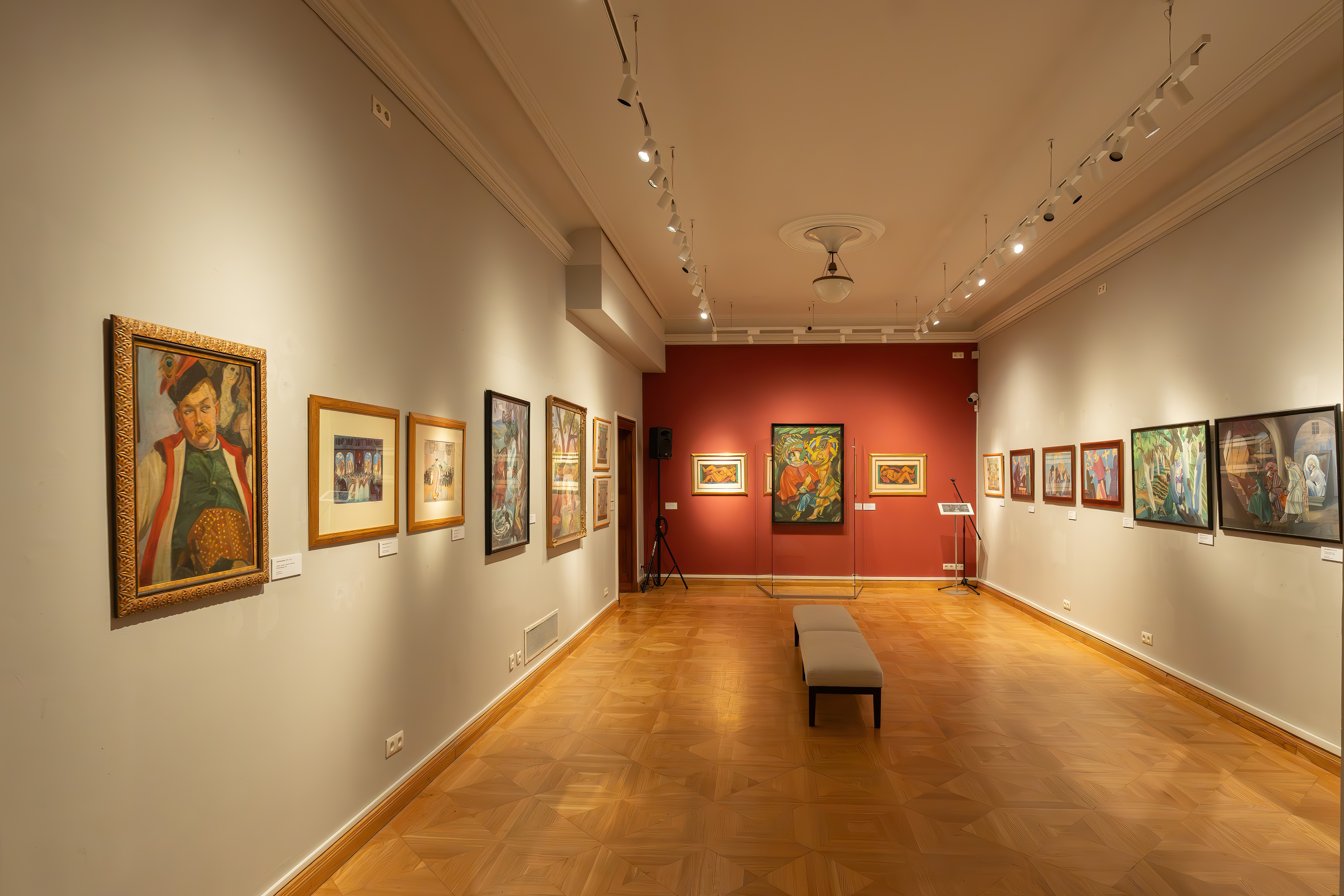
Jedna z sal wystawowych